# Cavendishia allenii
Cavendishia allenii är en ljungväxtart som beskrevs av A. C. Smith. Cavendishia allenii ingår i släktet Cavendishia och familjen ljungväxter. Inga underarter finns listade i Catalogue of Life.

## Bildgalleri

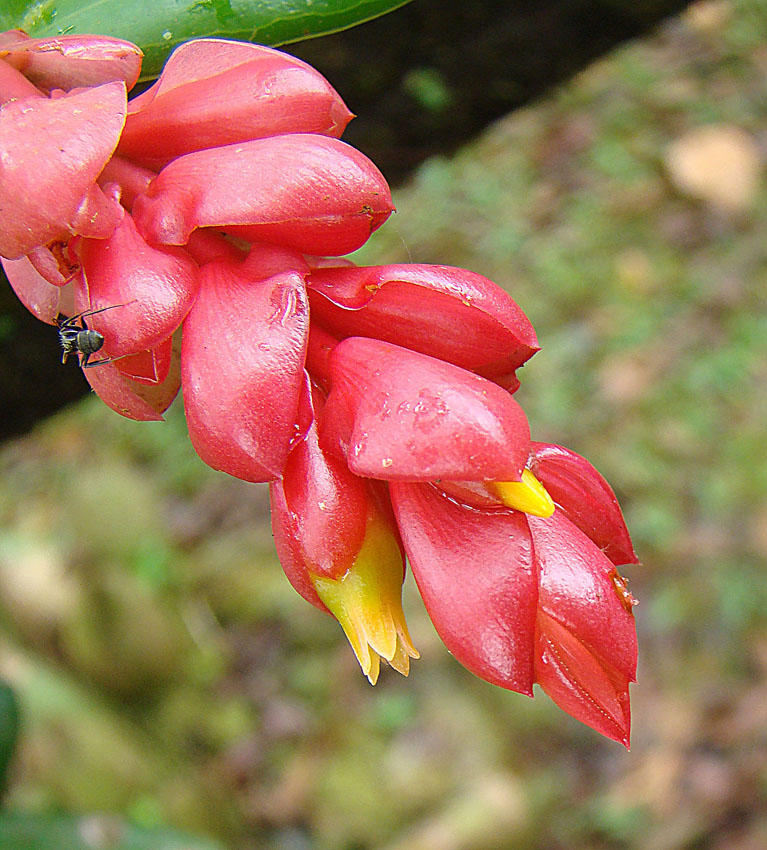
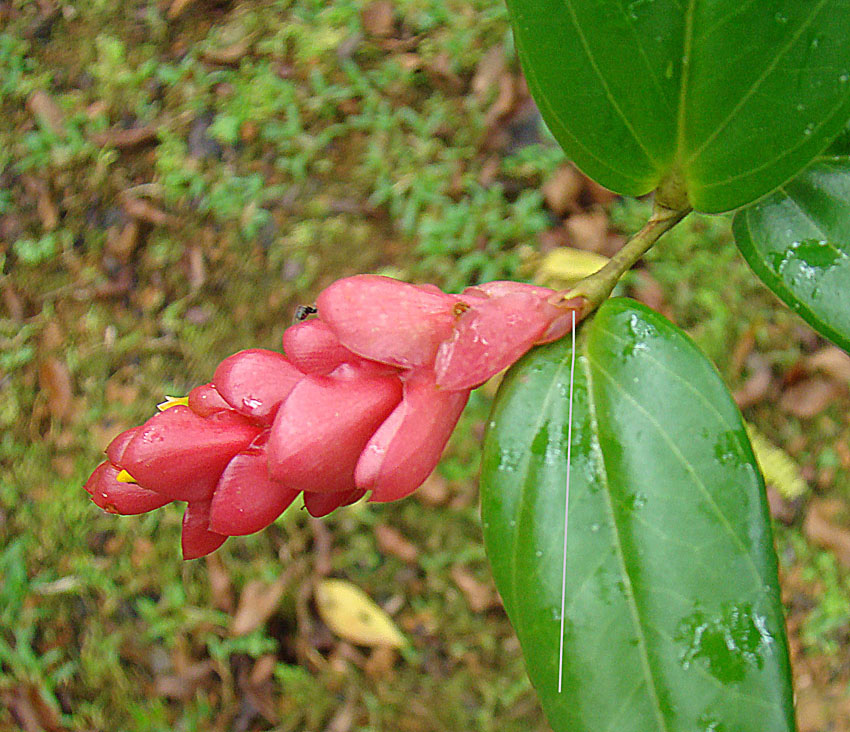